# Thiant
Thiant é uma comuna francesa na região administrativa de Altos da França, no departamento do Norte. Estende-se por uma área de 8.39 km². Em 2010 a comuna tinha 3 023 habitantes (densidade: 360,3 hab./km²).